# Jean de la Rochetaillée
Jean de la Rochetaillée (zm. 24 marca 1437 w Bolonii) – francuski duchowny, kardynał.
W 1412 mianowany tytularnym patriarchą Konstantynopola przez antypapieża Jana XXIII. Administrator diecezji Saint-Papoul (1412-18), Genewa (1418-22) i Paryż (1422-23). Uczestniczył w soborze w Konstancji oraz w konklawe 1417 jako przedstawiciel "nacji galijskiej". W 1421 przez kilka miesięcy działał jako regent Kancelarii Apostolskiej. W czerwcu 1423 zrezygnował z tytułu patriarchy Konstantynopola i uzyskał nominację na arcybiskupa Rouen (był nim do 1431). W maju 1426 mianowany kardynałem prezbiterem San Lorenzo in Lucina. Cieszył się dużymi wpływami za pontyfikatu Marcina V. Archiprezbiter bazyliki liberiańskiej (od 1428) i administrator archidiecezji Besançon (od października 1429). Protektor zakonu karmelitów. Uczestniczył w konklawe 1431. Nowy papież Eugeniusz IV mianował go wicekanclerzem Świętego Kościoła Rzymskiego (przed 26 września 1431), jednak w sporze Eugeniusza IV z soborem w Bazylei początkowo poparł sobór. Dopiero w 1435 pojednał się z papieżem. Zmarł w Bolonii w niedzielę palmową 24 marca 1437, ale pochowany został w katedrze metropolitalnej w Lyonie.